# Carles VIII Knutsson
Carles VIII Knutsson (suec: Karl VIII.)  (Uppsala, 5 d'octubre de 1409 - ciutat d'Estocolm, 15 de maig de 1470 (Gregorià)) va ser rei de Suècia en tres ocasions, entre 1448 i 1457, entre 1464 i 1465, i finalment entre 1467 i 1470. També fou rei de Noruega amb el nom de Carles I, entre 1449 i 1450.
Carles fou rei de Suècia en un dels períodes més turbulents de la història del país. La inestabilitat política va provocar el seu exili en dues ocasions, i que ocupés el poder en quatre ocasions diferents, tres de les quals com a rei. Fou un monarca que tractà amb gran duresa els seus adversaris, i buscà en tot moment prendre el poder a la Unió de Kalmar. Per aconseguir-ho, hagué de lluitar en un gran conflicte amb el rei danès, que tenia les mateixes aspiracions. Aquest conflicte va fer inviable el futur de la unió, i esdevingué el primer episodi d'una llarga rivalitat entre ambdós regnes.

## Família
Carles es va casar tres vegades. El seu primer matrimoni es va produir el 1429 amb Brígida Turesdotter. Amb ella va tenir dos fills:
- Ture Karlsson, que va morir el 1447.
- Cristina Karlsdotter (1432-1500).

El 10 de maig de 1438 es va tornar a casar amb Katarina Karlsdotter. Amb ella va tenir tres filles:
- Margarida Karlsdotter.
- Magdalena Karlsdotter.
- Brígida Karlsdotter.

Durant molts anys va tenir una relació amb la seva amant, Cristina Abrahamsdotter, amb qui es casà el 1470 poc abans de morir. Amb ella va tenir dos fills:
- Anna Karlsdotter.
- Carles Karlsson.